# 에누마군

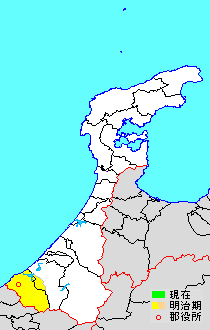
이시카와현 에누마군의 위치

에누마군(江沼郡)은 일본 이시카와현(가가국)에 있던 군이다.

## 군역
1878년 행정 구역으로 발족 당시의 군역은 아래 구역에 해당한다.
- 가가시
- 고마쓰시의 일부

## 역사
- 1878년 12월 17일 - 군구정촌 편제법이 이시카와현에서 시행되면서, 행정 구역으로서의 에누마군(江沼郡)이 발족.

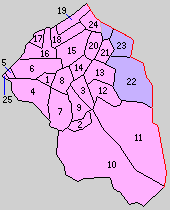
1.다이쇼지정 2.야마나카촌 3.야마시로촌 4.미키촌 5.세고에촌 6.후쿠다촌 7.미타니촌 8.난고촌 9.가와미나미촌 10.니시타니촌 11.히가시타니오쿠촌 12.히가시타니구치촌 13.조쿠시촌 14.쇼촌 15.사쿠미촌 16.구로사키촌 17.하시타테촌 18.시오쓰촌 19.시노하라촌 20.이부리하시촌 21.분교촌 22.나타촌 23.야타노촌 24.쓰키즈촌 25.시오야촌 (보라: 고마쓰시, 분홍: 가가시)

- 1889년 4월 1일 - 정촌제 시행으로, 아래의 정촌이 발족. 따로 적은 경우 외는 현 가가시.(1정 24촌)
  - 다이쇼지정(大聖寺町)
  - 야마나카촌(山中村)
  - 야마시로촌(山代村)
  - 미키촌(三木村)
  - 세고에촌(瀬越村)
  - 후쿠다촌(福田村)
  - 미타니촌(三谷村)
  - 난고촌(南郷村)
  - 가와미나미촌(河南村)
  - 니시타니촌(西谷村)
  - 히가시타니오쿠촌(東谷奥村)
  - 히가시타니구치촌(東谷口村)
  - 조쿠시촌(勅使村)
  - 쇼촌(庄村)
  - 사쿠미촌(作見村)
  - 구로사키촌(黒崎村)
  - 하시타테촌(橋立村)
  - 시오쓰촌(塩津村)
  - 시노하라촌(篠原村)
  - 이부리하시촌(動橋村)
  - 분교촌(分校村)
  - 나타촌(那谷村): 현 고마쓰시
  - 야타노촌(矢田野村): 현 고마쓰시
  - 쓰키즈촌(月津村): 현 고마쓰시
  - 시오야촌(塩屋村)
- 1891년
  - 7월 1일 - 군제 시행.
  - 11월 21일 - 세고에촌의 일부(吉崎)가 미키촌에 편입.
- 1896년 4월 1일 - 시노하라촌의 일부(柴山)가 쓰키즈촌에 편입.
- 1913년
  - 2월 13일 - 야마나카촌이 정제 시행으로 야마나카정(山中町)이 됨.(2정 23촌)
  - 3월 10일 - 야마시로촌이 정제 시행으로 야마시로정(山代町)이 됨.(3정 22촌)
- 1930년 1월 1일 - 하시타테촌·구로사키촌이 합병하여, 새로이 하시타테촌이 발족.(3정 21촌)
- 1935년 6월 15일 - 후쿠다촌이 다이쇼지정에 편입.(3정 20촌)
- 1942년)
  - 5월 1일 - 쇼촌이 야마시로정에 편입.(3정 19촌)
  - 11월 3일 - 시오쓰촌·사쿠미촌이 합병하여, 가타야마즈정(片山津町)이 발족.(4정 17촌)
- 1947년 11월 3일 - 이부리하시촌이 정제 시행으로 이부리하시정(動橋町)이 됨.(5정 16촌)
- 1952년 6월 10일 - 하시타테촌이 정제 시행으로 하시타테정(橋立町)이 됨.(6정 15촌)
- 1954년
  - 3월 10일 - 세고에촌이 다이쇼지정에 편입.(6정 14촌)
  - 3월 31일 - 시노하라촌이 가타야마즈정에 편입.(6정 13촌)
  - 11월 3일 - 이부리하시정·분교촌이 합병하여, 새로이 이부리하시정이 발족.(6정 12촌)
- 1955년
  - 1월 20일 - 야마시로정·조쿠시촌·히가시타니구치촌이 합병하여, 새로이 야마시로정이 발족.(6정 10촌)
  - 4월 1일(6정 4촌)
    - 야마나카정·가와미나미촌·니시타니촌·히가시타니오쿠촌이 합병하여, 새로이 야마나카정이 발족.
    - 나타촌·야타노촌이 고마쓰시에 편입.
    - 쓰키즈촌이 분할되어, 일부(柴山)가 가타야마즈정, 잔여부(月津·額見·矢田·矢田新·月津新)가 고마쓰시에 편입.
- 1958년 1월 1일 - 다이쇼지정·야마시로정·가타야마즈정·이부리하시정·하시타테정·미타니촌·미키촌·시오야촌·난고촌이 합병하여, 가가시(加賀市)가 발족, 군에서 이탈.(1정)
- 1960년 7월 1일 - 야마나카정의 일부(河南町·荒木町·別所町)가 가가시에 편입.
- 2005년 10월 1일 - 야마나카정이 가가시와 합병하여, 새로이 가가시가 발족. 당일 에누마군은 폐지됨.